# トム・サンダース
トム・サンダース（Tom Sanders、1994年2月5日 - ）は、ジャパンラグビーリーグワン東京サントリーサンゴリアスに所属するラグビーユニオン選手。

## プロフィール
- ニュージーランドクライストチャーチ出身[1]。
- ポジションはフランカー(FL)、ナンバーエイト(No8)。
- 身長 190 cm、体重 110 kg
- U20ニュージーランド代表に選ばれたことがある[2]。
- 南島代表に選ばれたことがある。

## 来歴
カンタベリー、チーフス (ラグビー)、クルセイダーズを経て、2021年、東京サントリーサンゴリアスに加入。
2022年2月6日に行われたJAPAN RUGBY LEAGUE ONE第5節レッドハリケーンズ戦にて途中出場で日本での公式戦初出場を果たした。